# Tathodelta undilinea
Tathodelta undilinea är en fjärilsart som beskrevs av George Francis Hampson 1926. Tathodelta undilinea ingår i släktet Tathodelta och familjen nattflyn. Inga underarter finns listade i Catalogue of Life.